# 湖西街道 (长春市)
湖西街道，是中华人民共和国吉林省长春市朝阳区下辖的一个乡镇级行政单位。

## 行政区划
湖西街道下辖以下地区：
长久路社区、宽平大路社区、集安路社区、进化街社区、辉南街社区、开运街社区、抚松路社区和富豪社区。